# پاشلک آب‌نورد نوک‌دراز
پاشلک آب‌نورد نوک‌دراز (نام علمی: Limnodromus scolopaceus) نام یک گونه از تیره آبچلیک است.